# Finlandia
Finlandia op. 26 ist eine sinfonische Dichtung des finnischen Komponisten Jean Sibelius aus den Jahren 1899/1900.

## Entstehung und zeitgenössische Rezeption
Seit 1809 war Finnland als Folge des Russisch-Schwedischen Krieges Teil des Russischen Reiches, nachdem es vorher jahrhundertelang zu Schweden gehört hatte. Das im 19. Jahrhundert einsetzende nationale „Erwachen“ der Finnen hatte im Jahre 1902 immerhin zur Anerkennung des Finnischen als zweiter Amtssprache in Finnland (neben dem Schwedischen) geführt. In den 1890er Jahren hatten sich die Finnen gegen die zunehmende Russifizierung gewehrt. Der Protest gegen die Schikanierung der Presse stand dabei besonders im Mittelpunkt. In diesem Zusammenhang wurden sogenannte „Pressefeiern“ zur Unterstützung der Pensionskasse der Journalisten veranstaltet, bei denen auch gerne theatralische Darbietungen mit nationaler Aussage aufgeführt wurden. Zu einer solchen Aufführung „lebender Bilder aus der finnischen Vergangenheit und Mythologie“ im Schwedischen Theater (Svenska Teatern) von Helsinki im Jahre 1899 steuerte Sibelius eine sechsteilige Suite als Begleitmusik bei. Das letzte dieser Stücke war die erste Fassung der Sinfonischen Dichtung „Finlandia“, die einen umjubelten Erfolg hatte, so dass Sibelius sie kurz nach der Uraufführung zu ihrer heute bekannten Form umarbeitete.
Die Programmatik des Stücks erschloss sich damals dem Publikum unmittelbar, und auch heute fällt bei Kenntnis der historischen Situation die Zuweisung entsprechender außermusikalischer Inhalte zu den verschiedenen Teilen nicht schwer. So kam es, dass „Finlandia“ schnell ins finnische Nationalbewusstsein einging. Die Tondichtung galt geradezu als „geheime Nationalhymne“ Finnlands und war so populär, dass die russischen Behörden sie mit einem Aufführungsverbot belegten. Dennoch gelang es aber Sibelius, Aufführungen unter dem für die russische Obrigkeit unverdächtigen finnischen Titel „Suomi“ (= „Finnland“) zu erreichen. Die Beliebtheit und patriotisch-emotionale Bedeutung des Stücks in Finnland sind auch heute noch ungebrochen.
Bei der Weltausstellung 1900 in Paris wurde „Finlandia“  aufgeführt und rückte damit nicht nur den Komponisten Sibelius, sondern auch die finnische Frage in die Aufmerksamkeit des restlichen Europas.

## Werkdaten
- Orchesterbesetzung: 2 Flöten, 2 Oboen, 2 Klarinetten, 2 Fagotte, 4 Hörner, 3 Trompeten, 3 Posaunen, Tuba, Pauken, große Trommel, Becken, Triangel, Streicher.
- Aufführungsdauer: 7–9 Minuten

## Die „Finlandia-Hymne“
Im Jahre 1941 schrieb Veikko Antero Koskenniemi einen Text zu dem gesanglichen Mittelteil. In der bedrohlichen Situation Finnlands nach dem Angriff der Sowjetunion 1939 brachte dieser Text die Hoffnungen der Finnen zum Ausdruck und fand dementsprechend großen Anklang.

## Verwendung als Lied außerhalb Finnlands
Die Melodie der Finlandia-Hymne ist auch außerhalb Finnlands verwendet worden:
- In der englischsprachigen Welt wurde sie dem Kirchenlied „Be still, my soul“ von Jane Laurie Borthwick (1813–1897) unterlegt, welches seinerseits eine Übersetzung eines Liedes von Catharina Amalia von Schlegel (1697– nach 1768) ist. Auch mehrere weitere englischsprachige Kirchenlieder verwenden dieselbe Melodie.[2]
- In italienischen protestantischen Kirchen wird die Melodie häufig zum Text Veglia al mattino gesungen.[3][4]
- In Norwegen schrieb der Heilsarmeeoffizier Henry A. Tandberg (1871–1959) im Jahr 1910 ein Erweckungslied, das auch in poetischer Hinsicht als Meisterwerk anerkannt und unter der Bezeichnung Stjernesangen (Sternenlied) populär wurde. Tandberg erwirkte persönlich Sibelius’ Genehmigung, ihm die Finlandia-Melodie unterlegen zu dürfen. Das Lied befand sich bis 2010 im offiziellen Liederkanon der Heilsarmee, fand jedoch auch darüber hinaus weite Verbreitung, nicht zuletzt als Beerdigungslied.[5][6][7]
- In der international kaum anerkannten Republik Biafra, die von 1967 bis 1970 existierte, war die Finlandia mit dem Text „Land of the Rising Sun“ Nationalhymne.
- In der Filmmusik zu Stirb langsam 2 von 1990 bezog sich Komponist Michael Kamen sehr deutlich auf die Musik von Finlandia.
- In der DDR war die Finlandia der Kult-Live-Titel der Stern-Combo Meißen. Allerdings durfte er nie auf einer LP erscheinen, vermutlich weil die DDR-Kulturverantwortlichen es nicht duldeten, dass eine gegen Russland gerichtete „Freiheitssymphonie“ gespielt wurde. Auch mögliche Befürchtungen der DDR-Führung im Hinblick auf Urheberrechtszahlungen ins westliche Ausland werden diskutiert.[8]
- Die finnische Symphonic-Metal-Band Nightwish spielte das Lied auf ihrer Welttournee 2009/2010 als Intro. Bei der Imaginaerum World Tournee seit 2012 spielt sie Finlandia oft als erste Zugabe mit Übergang in den Song of Myself.
- In der Serie Tom Turbo wurde sie, als die Serie noch „Die heiße Spur“ hieß, bei den Auftritten des Bösewichts Fürst Finster verwendet.
- Die Hymne der St. Ambrose University in Davenport (Iowa), Ambrosian Oaks, wurde 1937 von William Kerrigan zur Finlandia-Melodie geschrieben.[9]